# Jimmy Carruth
Jimmy Dawn Carruth II (nacido el 4 de noviembre de 1969 en El Paso, Texas) es un exjugador de baloncesto estadounidense que disputó cuatro partidos en la NBA, además de jugar en la LEB2, la liga china, la IBL, en Turquía y en Taiwán. Con 2,11 metros de estatura, jugaba en la posición de pívot.

## Trayectoria deportiva

### Universidad
Jugó durante cuatro temporadas con los Hokies del Instituto Politécnico y Universidad Estatal de Virginia, en las que promedió 4,0 puntos y 3,4 rebotes por partido.

### Profesional
Tras no ser elegido en el Draft de la NBA, fichó como agente libre por Portland Trail Blazers, quienes lo descartaron antes del comienzo de la temporada. Ya en el mes de marzo de 1997 fichó por diez días por los Milwaukee Bucks, con los que disputó cuatro partidos, en los que promedió 1,3 puntos y 1,0 rebotes.
Jugó posteriormente en divisiones inferiores de Turquía, en los Beijing Ducks de la liga china, en ligas menores de su país y en el Aguas de Calpe de la LEB2 española, donde pasó una temporada en la que promedió 5,9 puntos y 4,8 rebotes por partido. Acabó su carrera jugando en Taiwán.

## Estadísticas de su carrera en la NBA

### Temporada regular
| Temporada | Edad | Equipo          | Liga | Pos. | P | TIT | MIN | TC  | TCA | %TC  | 3P  | 3PA | %3P | TL  | TLA | %TL   | R.OF. | R.DEF. | REB | ASIS | ROB | TAP | PER | FP  | PTS |
| 1996-97   | 27   | Milwaukee Bucks | NBA  | PF   | 4 | 0   | 5.3 | 0.5 | 0.8 | .667 | 0.0 | 0.0 |     | 0.3 | 0.3 | 1.000 | 0.0   | 1.0    | 1.0 | 0.0  | 0.0 | 0.5 | 0.3 | 1.0 | 1.3 |
| Total     |      |                 | NBA  |      | 4 | 0   | 5.3 | 0.5 | 0.8 | .667 | 0.0 | 0.0 |     | 0.3 | 0.3 | 1.000 | 0.0   | 1.0    | 1.0 | 0.0  | 0.0 | 0.5 | 0.3 | 1.0 | 1.3 |